# Суха (гора)
Суха́ — гірська вершина у східній частині Великого Кавказу. Знаходиться на півночі Азербайджану.